# Elisabeth von Schleicher
 (février 2021).
Si vous disposez d'ouvrages ou d'articles de référence ou si vous connaissez des sites web de qualité traitant du thème abordé ici, merci de compléter l'article en donnant les références utiles à sa vérifiabilité et en les liant à la section « Notes et références ».
Elisabeth von Schleicher, née von Hennigs le 18 novembre 1893 à Potsdam et morte le 30 juin 1934  à Neubabelsberg près de Potsdam, est la femme du chancelier et général Kurt von Schleicher. Elle et son mari sont victimes des règlements de comptes de la nuit des Longs Couteaux et sont assassinés dans leur villa le 30 juin 1934.